# Luis García Postigo
Pour les articles homonymes, voir Luis García, García et Postigo.
Luis García Postigo (né le 1er juin 1969 à Mexico) est un footballeur international mexicain. 
Il pouvait évoluer en tant que milieu offensif ou attaquant. 

## Biographie
Ce joueur de petite taille (1,72 m), trois fois meilleur buteur du championnat mexicain, a succédé dans les années 1990 à Hugo Sánchez dans le cœur des supporteurs de l'équipe du Mexique. 
Comme l'ancien buteur du Real Madrid, il réalise une partie de sa carrière en Espagne, à l'Atletico Madrid et à la Real Sociedad, entre 1992 et 1995.
Il se reconvertit comme consultant et journaliste à la télévision mexicaine.

## Clubs
- 1986-1992 :  Pumas UNAM
- 1992-1994 :  Atletico Madrid
- 1994-1995 :  Real Sociedad
- 1995-1997 :  Club América
- 1997 :  Atlante
- 1998-2000 :  Chivas de Guadalajara
- 2000 :  Morelia
- 2001 :  CF Puebla

## Équipe nationale
- 78 (ou 79[4]) sélections et 29 buts en équipe du Mexique entre 1991 et 1999[5]
- Huitième de finaliste de la coupe du monde en 1994 (il inscrit un doublé contre l'Irlande au 1er tour) et en 1998
- Participe aux Jeux olympiques de 1996 avec la sélection mexicaine[6]